# مایکل استورر
مایکل استورر (انگلیسی: Michael Storer؛ زادهٔ ۲۸ فوریهٔ ۱۹۹۷) دوچرخه‌سوار اهل استرالیا است.
از باشگاه‌هایی که در آن بازی کرده‌است می‌توان به تیم سانوب اشاره کرد.
وی در مسابقات کشوری و بین‌المللی در مجموع برندهٔ ۱ مدال برنز شده‌است.